# Gerrit Haspels
Gerrit Pieter Haspels (Nijmegen, 29 september 1892 – Soest, 6 mei 1960) was een Nederlands politicus van de CHU. 
Hij werd geboren als zoon van Cornelis Carel Haspels (1858-1933; steenhouwer) en Reintjen Schuller (1859-1935). Hij doorliep het Stedelijk Gymnasium in zijn geboorteplaats en ging daarna rechten studeren aan de Rijksuniversiteit Utrecht. Hij slaagde daar eind 1918 voor het doctoraalexamen en enkele maanden later promoveerde hij op stellingen. 
Daarna was Haspels in Amsterdam werkzaam bij de Nederlandsche Handel-Maatschappij tot hij in januari 1927 de burgemeester van Avereest werd. In 1932 volgde zijn benoeming tot burgemeester van de gemeente Nieuwer-Amstel (sinds 1964 Amstelveen). Haspels weigerde in mei 1942 mee te werken aan de gedwongen verhuizing van Joden uit zijn gemeente naar Amsterdam. 
Hij werd kort daarop ontslagen en Nieuwer-Amstel kreeg een NSB'er als burgemeester. Na de bevrijding keerde Haspels terug in zijn oude functie. In 1955, twee jaar voor hij met pensioen kon gaan, werd hem vanwege gezondheidsproblemen ontslag verleend. Vijf jaar later overleed hij op 67-jarige leeftijd. 
De Burgemeester Haspelslaan in Amstelveen is naar hem vernoemd.